# Jules Dejerine
Pour les articles homonymes, voir Dejerine.
Joseph Jules Dejerine, né le 3 août 1849 à Genève et mort le 26 février 1917 à Paris, 7e arrondissement, est un médecin neurologue français.

## Biographie
Jules Dejerine était originaire d’une famille savoyarde et son père était voiturier (comme celui de Charcot). Durant la Guerre franco-prussienne de 1870, il travaille comme volontaire à l'hôpital de Genève.
Il décide d'étudier la médecine à Paris où il arrive le 21 mars 1871 à la veille de la proclamation de la Commune. Élève d'Alfred Vulpian à la Charité, il est reçu à l'internat des hôpitaux de Paris en 1882. Agrégé en 1886, il est nommé chef de clinique aux Enfants malades, dans le service d'Alfred Hardy. C'est là qu'il fait la connaissance de la première femme reçue interne, la californienne Augusta Klumpke, qui deviendra son épouse. Promu chef de service à Bicêtre, puis en 1895 à la Salpêtrière, il est professeur d’histoire de la médecine en 1901, puis de pathologie interne en 1907, et devient enfin, de 1910 à 1917, titulaire de la chaire de Clinique des maladies du système nerveux.
Jules Dejerine est décédé 26 février 1917 à l'âge de presque soixante huit ans, épuisé par ses tâches écrasantes dans un hôpital militaire durant la Grande Guerre. Il est inhumé au cimetière du Père-Lachaise (division 28).
Le centenaire de sa naissance fut célébré en 1949 au 4e Congrès international de neurologie Paris avec un discours prononcé par son élève André-Thomas.

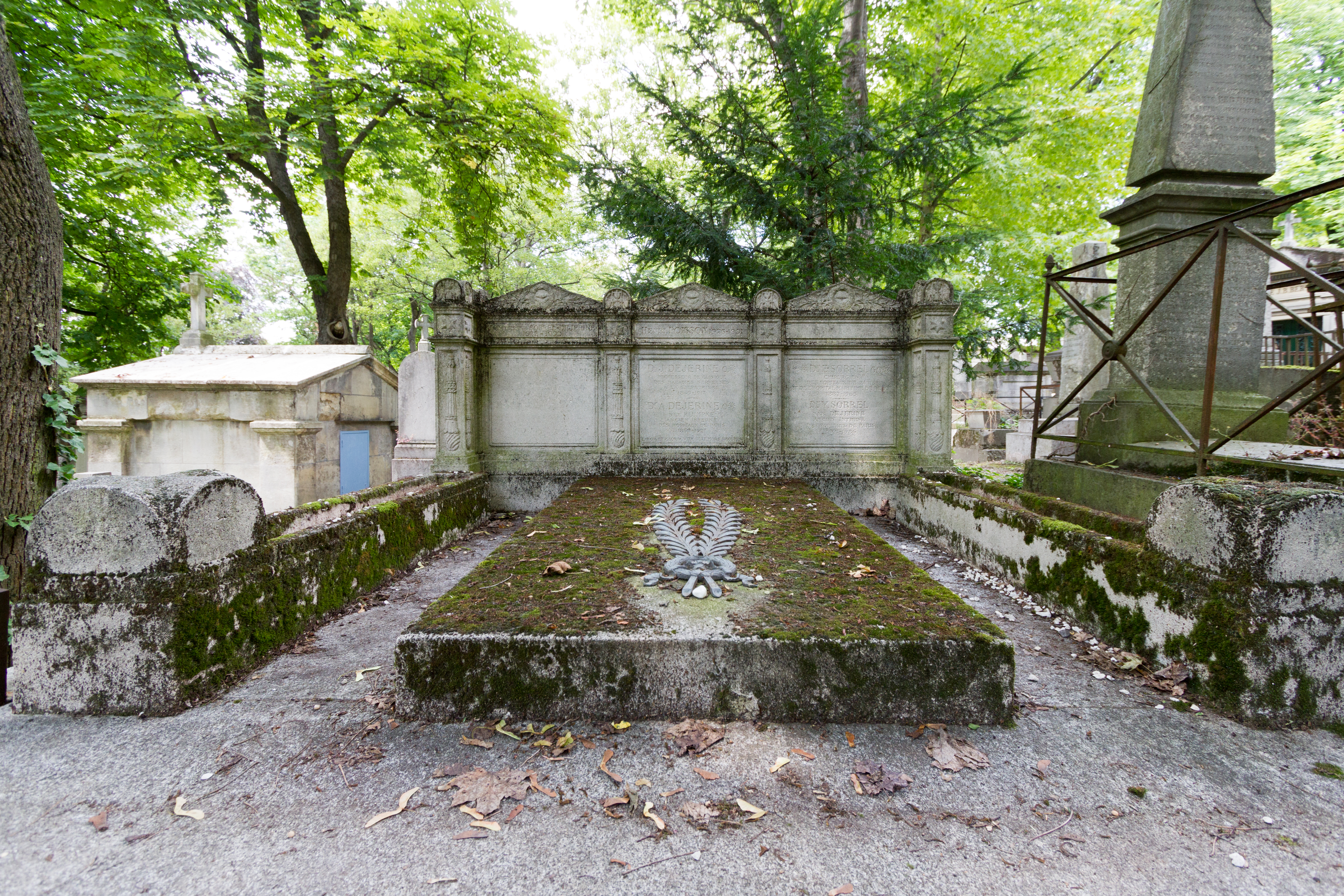
La tombe des Dejerine au cimetière du Père-Lachaise.

Le centenaire de sa mort fut célébré le 10 février 2017 par un colloque international organisé par Michel Fardeau à l'amphithéâtre Charcot de la Salpêtrière, dont les actes sont publiés dans la Revue Neurologique.

## Distinctions
- Chevalier de la Légion d'honneur

## Œuvre
- En 1884, il décrit avec Landouzy la myopathie facio-scapulo-humérale.
- En 1890, il décrit les lésions anatomiques de la maladie de Friedreich.
- En 1891 première description d'un syndrome de dysconnexion interhémisphérique : il s'agissait d'un cas de cécité verbale sans agraphie.
- En 1893, description de la « névrite interstitielle hypertrophique », avec Jules Sottas (1866-1945)[2] : ce syndrome clinique, qui recevra plus tard le nom de maladie de Dejerine-Sottas est une variété sévère, débutant dans la petite enfance, de neuropathie périphérique héréditaire pouvant résulter de plusieurs mutations génétiques. Il décrit également avec Sottas les lésions du nervo-tabès périphérique la même année (sujet de la thèse de Sottas[3]).
- En 1900, description de l'atrophie olivo-ponto-cérébelleuse (forme sporadique) avec André Thomas (sujet de sa thèse).
- En 1906, description du syndrome thalamique avec Roussy (sujet de sa thèse)[4],[5].
- En 1906 également, il décrit la claudication intermittente de la moelle épinière.
- En 1911, étude des tumeurs de l'angle ponto-cérébelleux (thèse de de Jumentié, Paris, 1911).
- En 1912, description de l'aphasie chez les gauchers.
- En 1913, étude complète de la sémiologie des troubles de la sensibilité : astéréognosie, anesthésie corticale, syndrome des fibres radiculaires longues… cf. aussi la thèse de Long sur les voies centrales de la sensibilité générale (Paris, 1899).

Avec son épouse, il publie en deux volumes un Traité d’anatomie des centres nerveux (1895-1901) un ouvrage remarquable par son iconographie établie à partir de grandes coupes anatomiques.

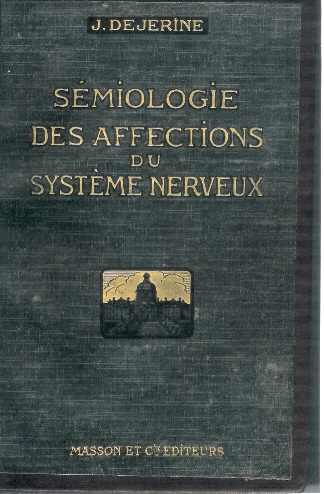
Couverture de l'édition originale du « Dejerine » (1914).

Dans son volumineux Traité de pathologie générale (1901), Bouchard a confié à Dejerine la rédaction de la section consacrée à la neurologie : c'est la première forme de ce qui deviendra la célèbre Sémiologie des affections du système nerveux (1914). Fruit d’une longue expérience, riche de très nombreux documents photographiques, ce livre est l’un des plus grands classiques de la littérature neurologique.

## Élèves de Dejerine
- Joseph Lévy-Valensi
- Alphonse Baudoin
- Jean Lhermitte
- Gustave Roussy
- André-Thomas
- Jules Tinel
- Oskar Vogt
- Georges Heuyer
- Albert Sézary

Tous seront chassés de la Salpêtrière lorsque Pierre Marie y prend le pouvoir (ce dernier leur a donné une matinée pour vider les lieux).
Marie Long-Landry est aussi son élève.

## Hommage
La rue des Docteurs-Augusta-et-Jules-Déjerine, dans le 20e arrondissement de Paris, lui rend hommage, ainsi qu'à sa femme, Augusta Dejerine-Klumpke.